# Jakub Dovalil
Jakub Dovalil (Praga, 8 febbraio 1974) è un allenatore di calcio ed ex calciatore ceco.